# Hans Eklund (compositor)
Hans Oskar Eklund, (Sandviken (Comtat de Gävleborg), 1 de juliol, 1927 - Etocolm, 8 de març, 1999), va ser un compositor suec. Eklund va ser elegit membre de la Reial Acadèmia de Música de Sueca el 1975.
Eklund va estudiar composició amb Lars-Erik Larsson i Ernst Pepping i va tenir el seu avenç amb un treball per encàrrec per a l'aleshores "Swedish Radio Orchestra", "Music for Orchestra" (1959). Va extreure els seus ideals estilístics principalment de Paul Hindemith i sovint es va inspirar en experiències naturals com Bocetos espagnoles (1961) i Sinfonia rustica (1968). Eklund està enterrat al cementiri de Hässelby.

## Premis i honors
- 1960 - Premi Christ Johnson menor de música per a orquestra
- 1975 - Membre núm. 802 de la Reial Acadèmia de Música de Sueca
- 1984 – Premi Atterberg
- 1985 – Literatura i arts
- 1989 – Gran Premi Christ Johnson per a la Simfonia núm. 6 (Sinfonia senza speranza per orquestra)
- 1997 – Premi Hugo Alfvén

## Discografia (selecció)
- Hans Eklund: Quartet de corda núm. 3. Quartet de Norrköping. Societat Sueca Discòfil SLT. Base de dades de mitjans suecs. LP C70-0203/CD SCD 1038.
- Eklund, Hans m. etc., Poemes i música. Caprice 1974. Base de dades de mitjans suecs LP DC74-0021.
- Eklund Hans, Rèquiem. Orquestra Simfònica de Norrköping. Cor de Storkyrkan, cor de motets d'Estocolm. BARCEL. Base de dades de mitjans suecs CD CD99-0645, LP C84-1016.
- Eklund, Hans, Cançons d'acer. Una cantata pel 100è aniversari de Sandviken Ironworks l'any 1962. Productor: Sandviken Orchestra Association. LP.
- Eklund, Hans, Simfonia núm. 6. Orquestra Filharmònica d'Estocolm, cond. Yuri Ahronovich. Societat Sueca Discofil SLT 33270.